# Translink (Nordirland)

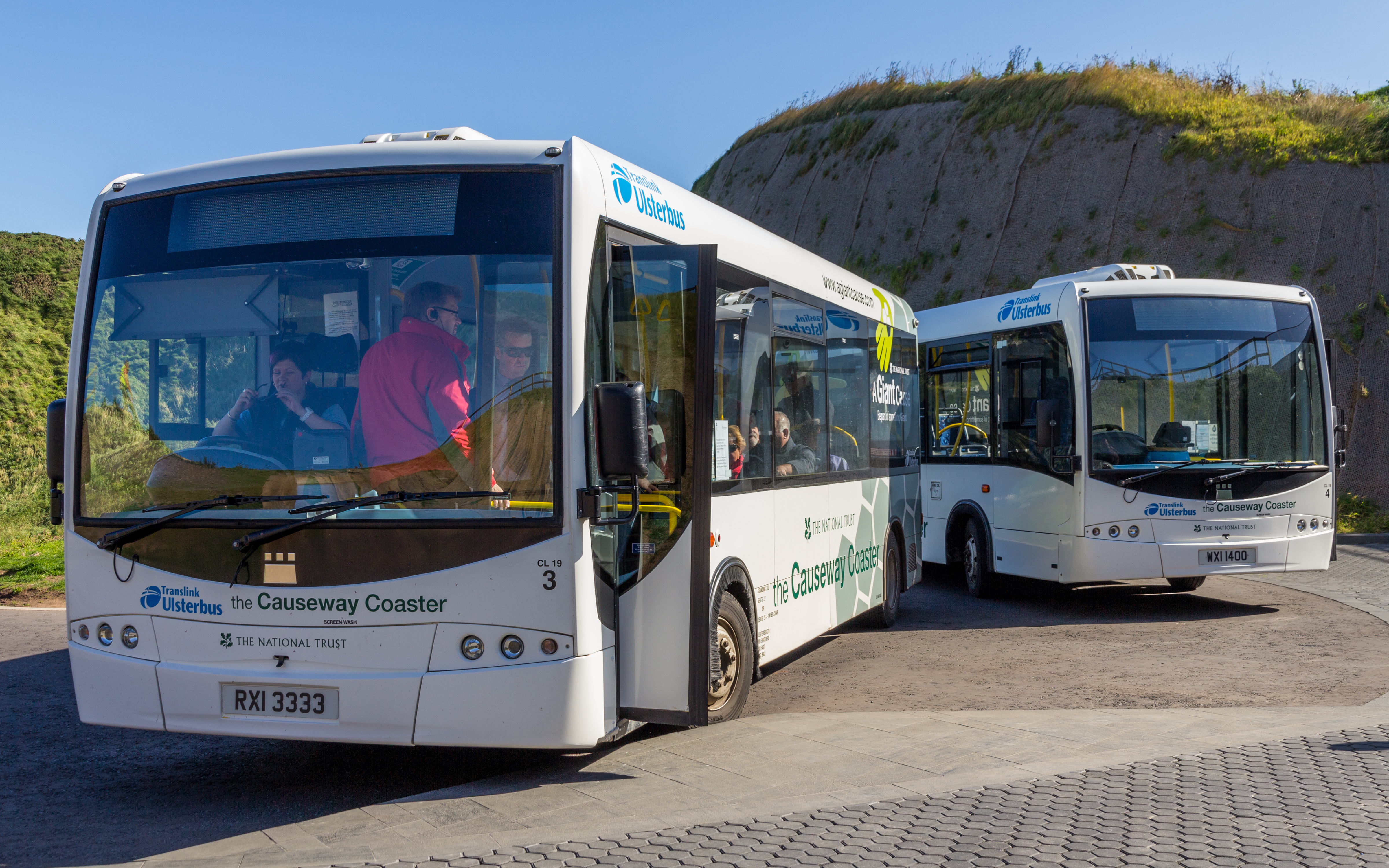
Translink Ulsterbus „The Causeway Coaster“

Translink ist der Markenname der Northern Ireland Transport Holding Company, der staatlichen Behörde für das öffentliche Verkehrswesen.
Zu Translink gehören die Eisenbahngesellschaft Northern Ireland Railways und die Busgesellschaften Ulsterbus und die Belfaster Nahverkehrsgesellschaft Metro. Die Northern Ireland Transport Holding Company wurde durch das Transport Act (NI) von 1967 gebildet und übernahm dann von der Ulster Transport Authority die Eisenbahn- und Busbetriebe, also Northern Ireland Railway und Ulsterbus. Die Belfaster Nahverkehrsgesellschaft Citybus wurde 1973 integriert. Citybus wurde 2005 in Metro umbenannt. Der gemeinsame Markenname Translink wurde 1996 eingeführt, um den integrierten Charakter der Aktivitäten von Eisenbahn und Busgesellschaften zu betonen.
Die Northern Ireland Transport Holding Company untersteht dem Department for Regional Development der nordirischen Regierung.